# Kokonoe, Ōita
Kokonoe (japanska: 九重町?, Kokonoe-machi) är en landskommun i Ōita prefektur i södra Japan. 
En turistattraktion i Kokonoe är hängbron Yume Otsurihashi (Drömhängbron). Den är endast öppen för fotgängare. I kommunen finns också ett antal heta källor, onsen.

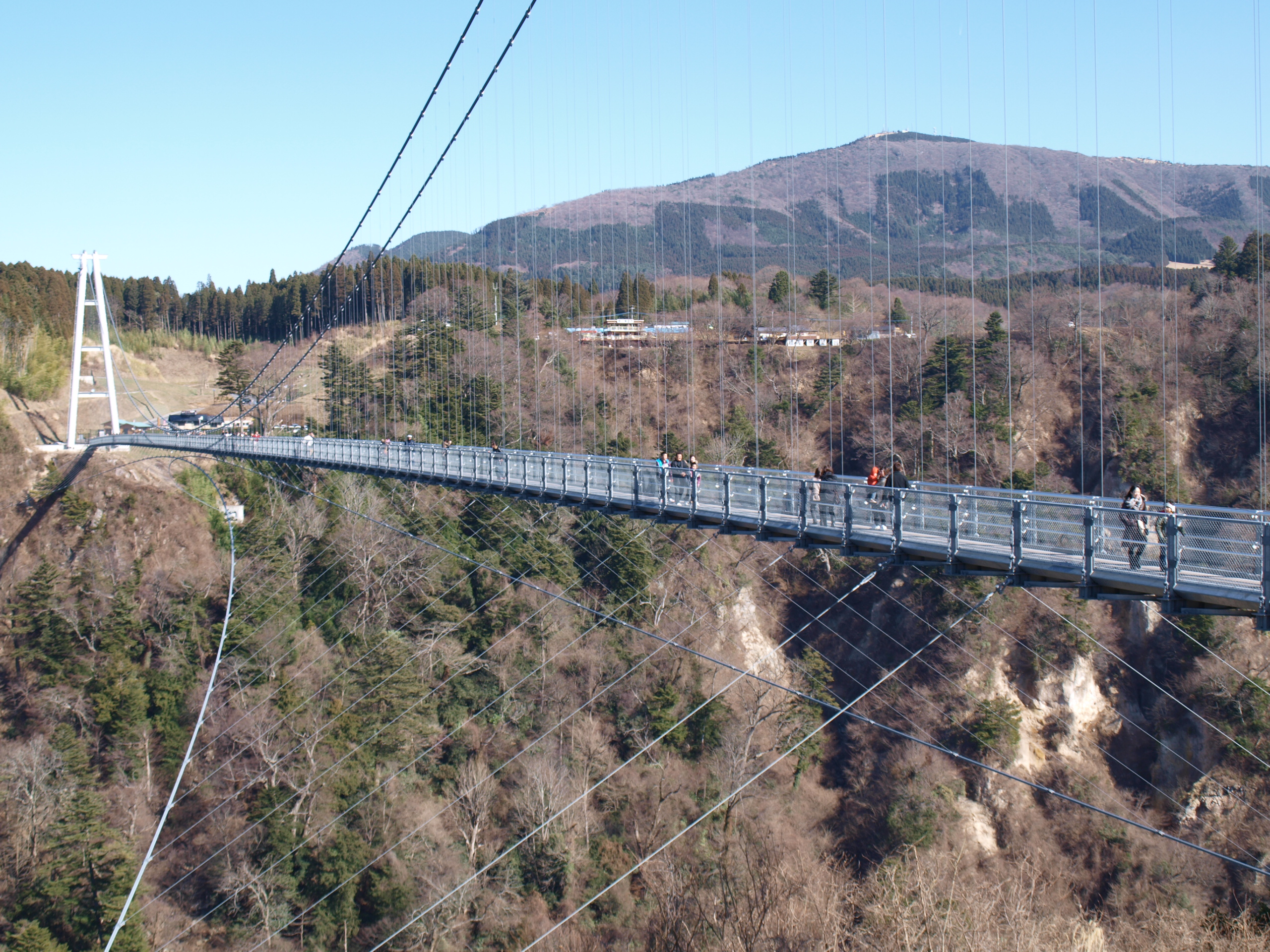
Yume Otsurihashi